# 740495 Langill
740495 Langill este o planetă minoră (asteroid) din centura de asteroizi. A fost descoperită pe 21 august 2003 la  de . 
Obiectul prezintă o orbită caracterizată de o semiaxă mare de 2,2480148522186 UAi, o excentricitate de 0,10430424216895, o înclinație de 4,1195841877537 ° în raport cu ecliptica.